# Leather Leone
Leather Leone (San Francisco, ...) è una cantante statunitense nota per aver militato nelle Rude Girl e per essere la voce dei Chastain.
Con il nome Leather, nel 1989, pubblicò l'album da solista Shock Waves dopodiché si prese una pausa di vent'anni dall'attività musicale. Nel 2011 ricominciò a cantare nel gruppo musicale heavy metal Sledge Leather, con cui realizzò il disco Imagine Me Alive nel 2012.

## I primi anni

### Rude Girl
Leather Leone iniziò a cantare nei primi anni ottanta a San Francisco e con la batterista Sandy Sledge fondò le Rude Girl, una band tutta femminile di cui fu la cantante. Le Rude Girl cominciarono ad esibirsi in alcuni concerti metal nella propria città e condivisero il palco con gruppi quali Suicidal Tendencies e Megadeth. Venne quindi loro proposto un contratto discografico della durata di sette anni con la Columbia Records e con l'aiuto di Sandy Pearlman, allora produttore dei Black Sabbath, ma prima di registrare l'album d'esordio si sciolsero. La band si riformò quindi con il nome Malibu Barbi e la cantante partecipò alla registrazione del singolo Rude Girls, uscito nel 1987 su disco in vinile da 12" contenente due canzoni.

### Chastain
Leather Leone presto divenne la cantante dei Chastain, il gruppo che venne formato nel 1984 per volere di Mike Varney, presidente della Shrapnel Records, nell'intento di poter realizzare un album da solista di David Chastain. Varney notò l'abilità nello shred di Chastain, chitarrista dei CJSS di Cincinnati, e, allo stesso tempo, volle creare una formazione per la talentuosa giovane cantante proveniente dalle Rude Girl. Con questo gruppo lei incise cinque album in sei anni, a cui parteciparono anche musicisti che in seguito collaborarono con Alice Cooper (Ken Mary), Cannibal Corpse (Pat O'Brien come turnista dal vivo) e King Diamond (David Harbour e John Luke Hebert su House of God).

### Leather
La cantante realizzò anche un album da solista, col nome Leather, pubblicato dalla Roadrunner Records nel 1989 col titolo Shock Waves. Questo fu anche il primo disco prodotto dalla Leviathan Records, l'etichetta discografica di David Chastain, ad essere distribuito in tutto il mondo. Dopo un'ultima tournée tenutasi nel 1991, Leather Leone scomparve dalla scena musicale.

## Il ritorno

### Sledge Leather
Leather Leone si riaffacciò sul panorama metal nel 2011 dando vita al progetto Sledge Leather con Sandy Sledge alla batteria (entrambe fecero parte delle Rude Girl e delle Malibu Barbi) e Matthias Weisheit alla chitarra. Con loro si esibì in Germania al festival Keep It True e nei primi mesi del 2012 realizzò l'album Imagine Me Alive.

### Chastain
Dopo una lunga assenza Leather Leone riprese ad essere la cantante dei Chastain e, nel 2013, con loro realizzò Surrender to No One. Lo stesso lavoro uscì l'anno successivo in versione "uncut" mentre nel 2015 la Leviathan Records pubblicò il nuovo disco della band intitolato We Bleed Metal. Nonostante il ritorno della storica cantante, i Chastain non effettuarono alcun tour di supporto ai nuovi album.

### Leather
Nel 2014 la cantante si esibì da solista in alcune date dal vivo in Brasile e nel 2016 fece lo stesso negli Stati Uniti d'America.

## Discografia

### Malibu Barbi
- 1987 - Rude Girls (singolo)

### Chastain

#### Album in studio
- 1985 – Mystery of Illusion
- 1986 – Ruler of the Wasteland
- 1987 – The 7th of Never
- 1988 – The Voice of the Cult
- 1990 – For Those Who Dare
- 2013 – Surrender to No One
- 2015 – We Bleed Metal

#### Raccolte
- 2010 – The Reign of Leather

### Leather
- 1989 – Shock Waves
- 2018 – II
- 2022 – We Are The Chosen

### Sledge Leather
- 2012 – Imagine Me Alive

#### Videografia
- 2012 – Alive 2011